# Crna ruža (televizijska serija)
Crna ruža (tur. Karagül) naziv je turske dramske serije koja je od 24. kolovoza 2014. do 23. srpnja 2015. emitirana na  Novoj TV i od 28. ožujka 2016.

## Mjesto radnje
Većina radnje se odvija u malenome mjestu Halfeti u jugoistočnoj Turskoj, no dio radnje se odvija i u Istanbulu, Gaziantepu, Adani i Ankari.

## Radnja serije
Dosad su snimljene tri sezone, a trenutno se snima četvrta sezona koja je u Turskoj započela 2. listopada 2015. godine.

### Sezona 1
Obitelj Şamverdi je najmoćnija obitelj u malom mjestu Halfeti te se bavi proizvodnjom pistacija. Glava obitelji je Mehdi Şamverdi koji sa suprugom Kadriye ima dva sina : Kendala i Murata te kćerku Melek. Kendal je uvijek bio ljubomoran na svoga brata Murata, koji je oduvijek bio omiljeni sin, jer je uspio obitelji osigurati zdravog muškog nasljednika dok Kendalov jedini sin Asim, kojeg mu je rodila prva žena Emine, boluje od  cerebralne paralize. 
Kendalova ljubomora je toliko rasla da je pozvao Murata na brod te ga izudarao i bacio u Eufrat. Kendal je ožalošćenoj obitelji rekao da se Murat ubio. Nakon žalosne vijesti u konak obitelji Şamverdi dolazi Muratova žena iz Istanbula Ebru sa svoje troje djece: Adom, Mayom i Ruzgarom koja nije znala za suprugovu drugu obitelj. Njezin dolazak jako pogodi Narin, Muratovu prvu ženu koju je Murat napustio zbog Ebru i njenog i Muratovog sina Barana. 
Odmah izbija sukob između Kendala i Ebru te ona odlučuje ostati u Halfetiju. No, ono što Ebru ne zna je da je Muratov i Narinin sin Baran zapravo njen davno izgubljeni sin za kojeg joj je Murat rekao da je mrtav.
Mehdi je odlučio da njegov unuk Baran ostane u konaku udaljen od svoje biološke majke Ebru koja je zato vrijeme u Istanbulu.

### Sezona 2
U drugoj sezoni Kendal nastavlja pokušavati otjerati Ebru iz konaka, ali ona mu se suprotstavlja uz pomoć Firata, Narininog brata kojeg muči grižnja savjest jer zna da je Baran Ebruin sin. 
Ebru polagano zadobija naklonost Barana, za kojeg ne zna da joj je sin, i drugih žena u konaku te ih ohrabruje da se suprotstave Kendalu. U međuvremenu Kendalova ljubavnica Sibel ostaje trudna sa sinom te ju Kendal dovodi u konak na užas svoje druge žene Ozlem koja nosi kćerku. U jednoj nasilnoj svađi Ozlem gubi bebu i zaklinje se na osvetu Kendalu i Sibel.
Za to se vrijeme Ebruine kćerke, Ada i Maya, prilagođavaju na život u novom okruženju, ali će im planove pomutiti misteriozni motorist Serdar u kojeg se obje zaljubljuju.
Otkriva se da je Murat živ, ali teško ranjen i da se planira osvetiti Kendalu. Sezona završava kad majka Kadriye otkrije da je Kendal napao Murata te ga odvodi na zabačenu stijenu s namjerom da ga ubije.

### Sezona 3
Kendal se još jednom izvlači iz nevolje te uspijeva uvjeriti čitavu obitelj u svoju nevinost. Murat umire od ozljeda koje mu je Kendal nanio. Firat pak saznaje da je Kendal kriv za Muratovu smrt te odluči konačno reći Ebru istinu o Baranu, no Kendal ga ubije prije nego što to uspije napraviti.
U Halfetiju se pojavljuje Kadriyina davno otuđena sestra Fikriye te njen sin Kenan. No, Fikriye krije mračnu tajnu. Kenan je zapravo Mehdijev sin. Fikriye je saznala da boluje od raka i da su joj dani odbrojeni te je odlučila sve priznati sestri i moliti za oprost. Kenan se, pak, želi osvetiti Kendalu zbog Muratovog i Firatovog ubojstva.
S druge strane, Firatova smrt i konstantni strah da će njena tajna biti otkrivena, potpuno izluđuju Narin te ona u naletu bijesa izbode Ebru nožem. Premda joj to Ebru velikodušno oprašta te čak laže na sudu, Narin svim silama pokušava razdvojiti Ebru i Barana koji se sve više zbližavaju. U finalu sezone majka Kadriye konačno otkriva Ebru da je Baran njen sin.

### Sezona 4
Ebru sad zna da je Baran njen sin, ali ju Narin na sve način pokušava spriječiti da otkrije Baranu istinu. Pokušala ju je ubiti te je nagovorila Kendala da Mayu lažno okrivi da dila drogu kako bi ušutkala Ebru. Na koncu majka Kadriye, koju muči krivica, otkriva Baranu da je Ebru njegova majka. Baran je razapet između dvije majke koje se žestoko bore za njegovu naklonost. Ebru muči i Ada, koja je bijesna na nju jer je zanemarila svoju ostalu djecu dok se bavila Baranom.
Kendal i Kenan nastavljaju svoj rat te Kenan uspijeva odvojiti Kendala od Sibel i njihovog sina Mehdija. No, Kendal se uspijeva dokopati svih dokaza koje Kenan ima protiv njega u vezi Muratovog i Firatovog ubojstva. Ozlem saznaje da je trudna iako je smatrala da je to nemoguće, a na vidjelo počinje izlaziti stara Kadriyina tajna kao i pravi razlog Asimove invalidnosti.
Melek se zaljubila u Sabrija, Ozleminog brata koji je zakleti Kendalov neprijatelj i bjegunac pred zakonom. No, Kendal ju odlučuje udati za Merdana, sina svog poslovnog partnera Rustema. Merdan je psihopat koji ubija Sabrija pred Melekinim očima. Ona se zaklinje na osvetu i pristaje se udati za Merdana kojeg ubija na dan vjenčanja nakon čega počini samoubojstvo skokom s litice.
Pravi razlog Asimove invalidnosti je taj kad je Asim pao niz stepenice, pao je dok je trčao. Jurio ga je Kendal, njegov otac. Asim je snimio svog oca kako ubija njegovog djeda. Razlog je Kendal, kad Emine sazna da je Asim zbog njega postao invalid, pokušaće da ga ubije.

## Uloge
| Glumac           | Lik              | Epizode  |
| ---------------- | ---------------- | -------- |
| Ece Uslu         | Ebru Şamverdi    | 1-       |
| Saruhan Hünel    | Kenan Tekinalp   | 76-      |
| Mesut Akusta     | Kendal Şamverdi  | 1-       |
| Hilal Altınbilek | Özlem Şamverdi   | 1-       |
| Özcan Deniz      | Murat Şamverdi   | 1, 40-53 |
| Şerif Sezer      | Kadriye Şamverdi | 1-       |
| Özlem Conker     | Narin Mercan     | 1-       |
| Sebahat Kumaş    | Melek Şamverdi   | 1-109    |
| Mert Yazıcıoğlu  | Baran Şamverdi   | 1-       |
| İlayda Çevik     | Maya Şamverdi    | 1-       |
| Ayça Ayşin Turan | Ada Şamverdi     | 1-       |
| Arda Erkuran     | Rüzgar Şamverdi  | 1-       |
| Gonca Cilasun    | Fikriye          | 60-      |
| Hülya Duyar      | Emine Şamverdi   | 1-       |
| Ebru Ojen Şahin  | Sibel            | 1-113    |
| Sevda Erginci    | Ayşe             | 1-       |
| Can Atak         | Asim Şamverdi    | 1-       |
| Ogün Kaptanoğlu  | Oğuz Kılıçoğlu   | 1-       |
| Burak Çelik      | Serdar Kılıçoğlu | 24-      |
| Su Olgaç         | Deniz Kılıçoğlu  | 70-      |
| Bülent Polat     | Sabri            | 54-98    |
| Yalçın Ertürk    | Recep            | 1-17     |
| Yavuz Bingöl     | Firat Mercan     | 1-64     |

## Pregled serije
| Sezona | Sezona | Broj epizoda | Izvorno prikazivanje (Turska) | Izvorno prikazivanje (Turska) |
| Sezona | Sezona | Broj epizoda | Premijera sezone              | Finale sezone                 |
| ------ | ------ | ------------ | ----------------------------- | ----------------------------- |
|        | 1      | 12           | 29. ožujka 2013.              | 14. lipnja 2013.              |
|        | 2      | 37           | 20. rujna 2013.               | 23. lipnja 2014.              |
|        | 3      | 39           | 19. rujna 2014.               | 12. lipnja 2015.              |
|        | 4      | 37           | 2. listopada 2015.            | 10. lipnja 2016.              |

## Vanjske poveznice
Oyo.hr